# Anne Rodenbrock-Wesselmann
Anne-Elisabeth Rodenbrock-Wesselmann (geboren 1952) ist eine deutsche Diplom-Pädagogin und Kommunalpolitikerin. Von 2002 bis 2020 war sie Bürgermeisterin von Halle (Westfalen).

## Leben
Anne Rodenbrock-Wesselmann wuchs in Werther auf. Sie machte eine Ausbildung als Erzieherin und wurde schließlich Leiterin der städtischen Kindertagesstätte Künsebeck, einem Stadtteil von Halle. Sie unterbrach ihre Berufstätigkeit für die Erziehung ihrer Kinder. Nach der Familienphase studierte sie an der Universität Bielefeld und machte 1997 ihren Abschluss als Diplom-Pädagogin. Im Anschluss arbeitete sie beim Christlichen Jugenddorfwerk in Versmold in der ambulanten Erziehungshilfe.
Anne Rodenbrock-Wesselmann ist verheiratet und hat drei Kinder.

## Kommunalpolitik
Anne Rodenbrock-Wesselmann kam über die Elternarbeit zur Kommunalpolitik. 1994 wurde sie für die SPD erstmals in den Stadtrat von Halle gewählt. Am 9. Juli 2002 wurde sie als Kandidatin der SPD zur Bürgermeisterin von Halle gewählt. Ihr Gegenkandidat war Jürgen Keil (CDU). Auch 2009 gewann sie die Wahl deutlich gegen den CDU-Gegenkandidaten Fred Kupczyk. 2007 beschloss der Landtag von Nordrhein-Westfalen, die Rats- und Bürgermeisterwahlen wieder zeitlich zusammenzulegen, um Geld zu sparen und den organisatorischen Aufwand zu vermindern. Rodenbrock-Wesselmann gehörte 2014 zu den Bürgermeisterinnen und Bürgermeistern, die ihre Amtszeit freiwillig um ein Jahr verkürzten, um die gemeinsame Durchführung der Wahlen in ihrer Kommune zu ermöglichen. Am 9. Juli 2014 wurde sie ein drittes Mal wiedergewählt. Bei dieser Wahl hatte sie keinen Gegenkandidaten.
Als Frau und ohne Verwaltungshintergrund standen ihr 2002 viele skeptisch gegenüber. Im Rückblick sagte Rodenbrock-Wesselmann 2020, dass sie nicht die „klassische Verwaltungsfrau“ sei, doch das hätte auch viele Vorteile. Wichtige Themen in ihrer Amtszeit waren der Bau der Bundesautobahn 33 (A33) mit der Anschlussstelle Halle, womit die durch Halle führende Bundesstraße 68 zur Landesstraße 756 abgestuft werden konnte, die Entwicklung des interkommunalen Gewerbegebiets Ravenna-Park zusammen mit den Nachbarstädten Werther und Gütersloh, die Ausweisung von neuen Baulandgebieten, darunter des Gebiets Weidenkamp, und die Gründung einer Gesamtschule in Halle.
Aus Altersgründen trat Anne Rodenbrock-Wesselmann 2020 nicht mehr zur Wahl an. Ihre Amtszeit endete am 31. Oktober 2020.